# Синови пустиње
Синови пустиње (енгл. Sons of the Desert) је амерички хумористички филм из 1933. године, режисера Вилијама А. Сајтера, у коме главне улоге тумаче Станлио и Олио. У Уједињеном Краљевству, филм је објављен под насловом Братски Ваш.
Године 2012, Конгресна библиотека је одабрала Синове пустиње за чување у Националном регистру филмова Сједињених Држава због „културног, историјског или естетског значаја”. Амерички филмски институт га је сместио на 96. место своје листе 100 најбољих америчких комедија.

## Радња
Стен и Оливер, чланови братске ложе „Синови пустиње”, присуствују њеном састанку у Калифорнији где је донесена одлука да сви чланови морају присуствовати предстојећој националној конвенцији у Чикагу. Док Оливер жели да испоштује заклетву, Стен се плаши реакције своје супруге Бети. Упркос првобитној невољности, Стен убеђује Оливера да пође. Међутим, њихове планове ометају планови њихових жена.
Лоти, Оливерова супруга, оштро се противи њиховом путовању јер је већ организовала одмор у планинама. Прибегавајући превари, Оливер глуми болест како би избегао Лотине планове. Стен организује смицалицу која укључује лажну препоруку лекара за путовање у Хонолулу, омогућавајући им да присуствују конвенцији без знања својих жена. На конвенцији се изводи упечатљива мелодија „Honolulu Baby”, додајући веселу атмосферу њиховој ескапади.
У међувремену, њихове жене, несвесне преваре, постају забринуте када брод који се враћа из Хонолулуа потоне током тајфуна. Док истражују судбину преживелих, Стен и Оливер се враћају кући и налазе је празну, да би по повратку открили сумње својих жена. Да би избегли сукоб, њих двојица се крију на тавану, али њихова тајна је угрожена када њихове жене у биоскопу виде снимак са конвенције.
Суочен са све већим притиском, Оливер покушава да одржи илузију да је преживео бродолом, али се његова измишљена прича брзо расплиће под Бетиним испитивањем. Стен, с друге стране, одлучује да призна, изазивајући мешавину олакшања и беса код Бети и Лоти. Док Бети поздравља Стенову искреност, Лоти ослобађа свој бес на Оливера, што је кулминирало свађом.
Стеново уплашено признање омогућава Бетином поносу, у њеној ранијој опклади са Лоти да има поштенијег мужа, да тријумфује над њеном најбољом пријатељицом, што је за њу постало далеко важније, па га је по повратку кући размазила. Док Оливер трпи Лотиин гнев сада не само због тога што је присуствовао конвенцији и лагао, већ и због тога што је био узрок њене срамоте пред својом комшиницом.
Стен се враћа пред Оливеров праг и пита пријатеља са масницом на оку, окруженог смрсканим посуђем, како је прошао. Почиње да пева серенаду „Honolulu Baby”, али га у потиљак погоди добро нациљани предмет бачен из даљине, остављајући Оливера да се суочи са последицама жениног беса.

## Улоге
| Глумац         | Улога          |
| -------------- | -------------- |
| Стен Лорел     | Стен           |
| Оливер Харди   | Оливер         |
| Чарли Чејс     | Чарли          |
| Меј Буш        | Лоти           |
| Дороти Кристи  | Бети           |
| Лушен Литлфилд | др Хорас Медик |